# Aprostocetus salebrosus
Aprostocetus salebrosus is een vliesvleugelig insect uit de familie Eulophidae. De wetenschappelijke naam is voor het eerst geldig gepubliceerd in 1962 door Robinson.